# Paulo Frontin
Paulo Frontin là một đô thị thuộc bang Paraná, Brasil. Đô thị này có diện tích 369,21 km², dân số năm 2007 là 7327 người, mật độ 19,5 người/km².